# Hypochlorite de calcium
L'hypochlorite de calcium Ca(ClO)2 est couramment utilisé lors de la stérilisation d'explants végétaux, en vue de la mise en culture in vitro. La solution peut être utilisée à différentes concentrations.
Il est aussi utilisé comme désinfectant pour piscine et comme agent de blanchiment.

## Utilisations
Blanchiment du papier et du coton ; désinfection ; blanchissage des linges.
N/B De nos jours, il est le plus vendu sous forme de granulés de taille moyenne 65 µm et contenu dans des récipients en PEHD de poids net 45 kg.
Le chlorure de chaux est un mélange d'hypochlorite de calcium et de chlorure de calcium.